# Mistrzostwa Europy w Lekkoatletyce 1954 – pchnięcie kulą kobiet

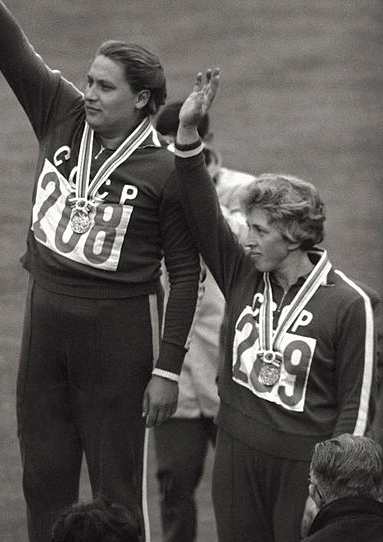
Galina Zybina (z prawej) i Tamara Press w 1964

Pchnięcie kulą kobiet było jedną z konkurencji rozgrywanych podczas V Mistrzostw Europy w Bernie. Rozegrano od razu finał 26 sierpnia 1954. Zwyciężczynią tej konkurencji została reprezentantka ZSRR, mistrzyni olimpijska z 1952 Galina Zybina. W rywalizacji wzięło udział szesnaście zawodniczek z dziewięciu reprezentacji.

## Rekordy
| Rekord świata     | Galina Zybina (SUN)   | 16,20 | Malmö, Szwecja   | 09.10.1953 |
| Rekord Europy     | Galina Zybina (SUN)   | 16,20 | Malmö, Szwecja   | 09.10.1953 |
| Rekord mistrzostw | Anna Andriejewa (SUN) | 14,32 | Bruksela, Belgia | 23.08.1950 |

## Wyniki
| Miejsce | Zawodniczka                  | Wynik | Uwagi |
| ------- | ---------------------------- | ----- | ----- |
| 1       | Galina Zybina                | 15,65 | CR    |
| 2       | Marija Kuzniecowa            | 14,99 |       |
| 3       | Tamara Tyszkiewicz           | 14,78 |       |
| 4       | Adéla Tišlerová              | 14,02 |       |
| 5       | Marianne Werner              | 13,93 |       |
| 6       | Marija Radosavljević         | 13,71 |       |
| 7       | Marlene Biedermann           | 12,96 |       |
| 8       | Mária Fehér                  | 12,93 |       |
| 9       | Anni Pöll                    | 12,89 |       |
| 10      | Melania Velicu               | 12,73 |       |
| 11      | Regina Branner               | 12,67 |       |
| 12      | Jaroslava Křítková-Komárková | 12,53 |       |
| 13      | Herlinde Peyker              | 12,30 |       |
| 14      | Rosmarie Bosshard            | 11,86 |       |
| 15      | Simone Saenen                | 11,64 |       |
| 16      | Nicole Oosterlynck           | 11,04 |       |